# Claude Lallemand
Pour les articles homonymes, voir Lallemand.
Claude Lallemand est un réalisateur français.

## Biographie
Scénariste et assistant réalisateur d'Édouard Molinaro, Claude Lallemand se fait remarquer avec un long métrage sorti en 1974, Le Cri du cœur. Il a réalisé ensuite de nombreux films institutionnels.

## Filmographie
- 1974 : Le Cri du cœur
- 2003 : Fenêtre sur couple (court métrage)

## Films institutionnels
- 1982: Tous les garçons s'appellent Philippe  (films SIRPA)

## Distinctions
- 2003 : Prix Europe au Festival Corto Circuito de Naples